# والتر بالدوین
والتر بالدوین (انگلیسی: Walter Baldwin؛ ۲ ژانویهٔ ۱۸۸۹ – ۲۷ ژانویهٔ ۱۹۷۷) یک هنرپیشه اهل ایالات متحده آمریکا بود. زندگی حرفه‌ای او شامل پنج دهه و صد و پنجاه نقش سینمایی و تلویزیونی و بازی‌های صحنه‌ای متعدد است.

## فیلم‌شناسی
- به اصطبل بیا
- بهترین سال‌های زندگی ما
- عزا برازنده الکتراست
- پائیز قبیله شاین
- ردیف پادشاهان
- آهنگ منقطع
- دوجینش ارزان‌تر است
- دستری
- کری
- البوکرکی
- ساعات ناامیدی